# Иван Нешев
Иван Стефанов Нешев е изявен български скулптор; преподавател, професор; един от основателите на специалността „Дизайн“ в НХА.

## Биография
Роден е на 29 май 1927 година в София. Следва в Художествената академия в София -- декоративно-монументална скулптура (1947 – 1953) под ръководството на проф. Любомир Далчев. Непосредствено след завършването си започва активно да участва в Общите художествени изложби (ОХИ) и в Общите изложби на приложно изкуство. Работи на свободна практика, като художник аранжор и като учител по рисуване. Чувството за конструктивно изграждане на формата привлича вниманието към младия скулптор и след няколко награди на СБХ, през 1956 той е приет за негов член. През 1964 постъпва във ВИИИ Н. Павлович (Художествената академия) като хоноруван преподавател към новооткритата в 1963/64 учебна година специалност Промишлени форми. След конкурс през 1966 става редовен преподавател по дисциплината Моделиране и пластичен етюд. От 1972 е старши преподавател в катедрата, през 1980 е избран за доцент и през 1986 -- за професор. През 1983 – 1986 е заместник- ректор. От 1969 е преизбиран четири мандата за член на Управителния съвет на СБХ. Удостоен е с почетните звания заслужил художник (1976) и народен художник (1985). Като един от основателите на специалността Дизайн, той създава специална методика за обучението по пластика на новия за времето тип художник на предметната и пространствената среда. Успоредно с това, скулпторът развива творческата си дейност, и в наследство оставя множество кавалетни творби, малки пластики, скулптурни портрети, декоративна пластика към архитектурна среда, фигури за парково и градско пространство, монументи и мемориали.

## Мемориали и монументи
- 1962 – на загиналите антифашисти – с. Бутан, Врачанско
- 1968 – на ятака – с. Асеновци, Плевенско
- 1969 – на съпротивата – с. Пелово, Плевенско
- 1970 – на Никола Парапунов – Разлог. Арх. Ал. Баров
- 1972 – „Ден първи“ – Петрохан
- 1974 – входен знак на Стара Загора
- 1976 – на Априлци – Ново село, Великотърновско. Арх. проф. Ал. Доросиев
- 1979 – на Кольо Фичето – Велико Търново. Арх. Ив. Касъров
- 1980 – на Захари Стоянов – с. Медвен, Сливенско. Арх. Р. Грънчарова
- 1983 – Симеон и книжовниците – Велики Преслав. Арх. В. Коларова
- 1987 – входен знак на Благоевград

### Декоративни пластики към архитектурна среда
- Каменен релеф на фасадата на хотел „Соколица“ в Смолян
- Каменна релефна пластика в посолството на България в Москва
- Пластично декоративна стена в хотел „Поморие“ в Слънчев бряг
- Бронзова врата за мавзолея на Георги Димитров (в колектив)
- Декоративно пано от мед с емайл, каменна пластика на лъв, метална пластика и пластика от дърво за хотел „София“ в столицата (в колектив)
- Декоративно скулптурно оформление на сградата за договори в резиденция „Бояна“ (в колектив)

## Награди
Награди на СБХ за отделни творби:
- 1959 – „Награденият“
- 1962 – „Младост“
- 1969 – „Ден първи“
- 1971 – диплом от Биеналето на малката пластика в Будапеща

Награди за монументална скулптура „Иван Лазаров“ на СБХ:
- 1975 – за релефите на входния монумент на Стара Загора
- 1980 – за паметниците на Захари Стоянов и Кольо Фичето
- 1988 – за входния монумент на Благоевград – посмъртно

Ордени и медали:
- 1977 – орден „Кирил и Методий“ – I степен
- 1981, 1982, 1984 – юбилейни медали
- 1982 – орден „Народна република България“ – I степен

## Изложби
Участва редовно в ОХИ в столицата и страната, както и в представителни експозиции на българското изкуство във Франция, Германия (ГДР и ФРГ), Съветския съюз, Чехословакия, Австрия, Унгария, Сирия. 
- Юбилейна самостоятелна изложба – 1988, галерия „Шипка“ 6 (посмъртна)
- Ретроспективна изложба – 1997, галерия „Шипка“ 6.
- Ретроспективна изложба „Иван Нешев. 1927 –1987“, посветена на 90- годишнината от рождението – април – май 2017, галерия „Академия“.